# Сульфат літію
Сульфат літію — біла неорганічна сіль із формулою Li2SO4. Вона є літієвою сіллю сульфатної кислоти.

## Властивості

### Фізичні властивості
Сульфат літію розчиняється у воді, хоча він не дотримується звичайної тенденції збільшення розчинності більшості солей із підвищенням температури. Навпаки, його розчинність у воді зменшується з підвищенням температури, оскільки його розчинення є екзотермічним процесом. Ця відносно незвичайна властивість, яка також називається ретроградною розчинністю, притаманна небагатьом неорганічним сполукам, таким як гідроксид кальцію (портландит, який є важливою мінеральною частиною гідратованого цементного тіста), сульфати кальцію (гіпс, бассаніт та ангідрит) і сульфати лантаноїдів, реакції розчинення яких також екзотермічні. Ретроградна розчинність є звичайною для розчинення газів у воді, але рідше зустрічається для розчинення твердих речовин. Карбонат кальцію також виявляє ретроградну розчинність, але вона також залежить від поведінки розчинення CO2 у кальцо-карбонатній рівновазі.
Кристали сульфату літію є п'єзоелектричними, також використовуються в ультразвуковому неруйнівному контролі, оскільки вони є дуже ефективними приймачами звуку. Однак їх застосування як п'єзоелектриків обмежене через їх розчинність у воді. Оскільки сульфаи літію має гігроскопічні властивості, найпоширенішою формою сульфату літію є моногідрат сульфату літію. Безводний сульфат літію має щільність 2,22 г/см³, але зважування безводного сульфату літію може стати важким, оскільки це потрібно робити в безводній атмосфері.
Сульфат літію має піроелектричні властивості. При нагріванні водного сульфату літію також збільшується електропровідність. Молярність сульфату літію також відіграє роль в електропровідності; оптимальна провідність досягається при 2 М, а потім зменшується.
Коли твердий сульфат літію розчиняється у воді, то проходить його ендотермічна дисоціація. Цим він відрізняється від сульфату натрію, при розчиненні якого проходить екзотермічна дисоціація. Однак точну енергію дисоціації важко визначити кількісно, оскільки вона також залежить від кількості молей солі, доданої до води. Невеликі кількості розчиненого сульфату літію викликають набагато більшу зміну температури на моль, ніж великі кількості.

### Властивості кристалів
Сульфат літію має дві різні кристалічні фази. У звичайній формі II фази сульфат літію має клиноподібну моноклінну кристалічну систему з довжиною країв a = 8,23 Å b = 4,95 Å c = 8,47 Å β = 107,98°. Коли сульфат літію нагрівається до 130 °C, він переходить у безводний стан, але зберігає свою кристалічну структуру. Лише при 575 °C відбувається перетворення з фази II у фазу I. Кристалічна структура змінюється на гранецентровану кубічну кристалічну систему з довжиною краю 7,07Å. Під час цієї фазової зміни щільність сульфату літію змінюється від 2,22 до 2,07 г/см³.

## Використання
Сульфат літію використовується для лікування біполярного розладу.
Сульфат літію досліджується як потенційний компонент до іонопровідного скла. Прозорі провідники є однією із найдосліджуваніших тем, оскільки вони використовуються в сонячних батареях, та потенціально можуть використовуватися для розробки нового класу акумуляторів. У цих програмах важливо мати високий вміст літію; більш широко відомий бінарний борат літію (Li₂O · B₂O₃) важко отримати з високою концентрацією літію та важко зберігати, оскільки він гігроскопічний. З додаванням сульфату літію в систему можна сформувати легко виготовлене, стабільне скло з високою концентрацією літію. Більшість поточних прозорих іонопровідних плівок виготовлені з органічних пластмас, і було б ідеально, якби можна було розробити недороге стабільне неорганічне скло.
Сульфат літію досліджувався як додаток до портландцементу для прискорення затвердіння з позитивними результатами. Сульфат літію служить для прискорення реакції гідратації, що зменшує час затвердіння. Виникало занепокоєння, пов'язане зі зменшенням часу затвердіння, пов'язане з міцністю кінцевого продукту, але під час досліджень портландцемент, легований сульфатом літію, не мав помітного зниження міцності.

### Літій-іонні акумулятори
Моногідрат сульфату літію (Li
2SO
4 · H
2O), що містить близько 10 % літію, є корисною хімічною речовиною для виробництва гідроксиду літію для ланцюга постачання матеріалів для літій-іонних акумуляторів. Це менш реагенний матеріал, ніж гідроксид літію, і тому його легше зберігати та транспортувати.
Сировина твердого сподуменового концентрату обробляється шляхом кислотного випалу з наступним вилуговуванням водою, досягаючи вилучення літію 84-88 %. Потім до очищеного розчину вилуговування застосовують випаровування, в результаті чого утворюється первинний твердий продукт сульфату літію, що складається переважно з моногідрату сульфату літію (Li
2SO
4 · H
2O).

## Застосування в медицині
Літій використовується в психіатрії для лікування манії, ендогенної депресії та психозів, а також для лікування шизофренії. Зазвичай використовується карбонат літію (Li
2CO
3), але іноді застосовують цитрат літію (Li
3C
6H
5O
7), як альтернативи використовуються сульфат літію або оксибутират літію. Сполуки літію не метаболізується. Через хімічну схожість іону літію з катіонами натрію (Na+) і калію (K+) він може взаємодіяти або перешкоджати біохімічним шляхам цих речовин, і витісняти ці катіони з внутрішньо- або позаклітинних складових тіла. Імовірно літій транспортується з нервових і м'язових клітин активним натрієвим насосом, хоча й менш ефективно.
Сульфат літію має високу швидкість шлунково-кишкового всмоктування (протягом кількох хвилин), і повне смоктування після перорального прийому таблеток або рідкої форми. Він швидко дифундує в печінку та нирки, але для досягнення рівноваги в організмі потрібно 8–10 днів. Літій спричинює багато метаболічних і нейроендокринних змін, але немає переконливих доказів на користь одного конкретного механізму його дії. Літій, зокрема, взаємодіє з нейрогормонами, а саме з біогенними амінами, серотоніном і норадреналіном, що забезпечує ймовірний механізм сприятливого ефекту при психічних розладах, зокрема маніях. У центральній нервовій системі літій впливає на нервове збудження, синаптичну передачу та метаболізм нейронів. Літій стабілізує серотонінергічну нейротрансмісію.

## Синтез в органічній хімії
Сульфат літію використовується як каталізатор для реакції елімінування для перетворення n-бутилброміду в 1-бутен з виходом, близьким до 100 %, в діапазоні температур від 320 °C до 370 °C. Вихід цієї реакції різко змінюється при нагріванні за межами цього діапазону, оскільки утворюється більш високий вихід 2-бутену.